# Alexain
Alexain és un municipi francès situat al departament de Mayenne i a la regió de País del Loira. L'any 2007 tenia 478 habitants.

## Demografia

### Població
El 2007 la població de fet d'Alexain era de 478 persones. Hi havia 158 famílies de les quals 38 eren unipersonals (17 homes vivint sols i 21 dones vivint soles), 51 parelles sense fills, 60 parelles amb fills i 9 famílies monoparentals amb fills.
La població ha evolucionat segons el següent gràfic:
Habitants censats

### Habitatges
El 2007 hi havia 207 habitatges, 170 eren l'habitatge principal de la família, 24 eren segones residències i 13 estaven desocupats. Tots els 207 habitatges eren cases. Dels 170 habitatges principals, 112 estaven ocupats pels seus propietaris, 55 estaven llogats i ocupats pels llogaters i 3 estaven cedits a títol gratuït; 6 tenien dues cambres, 33 en tenien tres, 52 en tenien quatre i 78 en tenien cinc o més. 149 habitatges disposaven pel capbaix d'una plaça de pàrquing. A 73 habitatges hi havia un automòbil i a 86 n'hi havia dos o més.

### Piràmide de població
La piràmide de població per edats i sexe el 2009 era:
| Homes | Edats   | Dones |
| ----- | ------- | ----- |
| 0     | 95 o +  | 4     |
| 0     | 90 a 94 | 8     |
| 4     | 85 a 89 | 12    |
| 12    | 80 a 84 | 12    |
| 12    | 75 a 79 | 24    |
| 4     | 70 a 74 | 12    |
| 12    | 65 a 69 | 0     |
| 12    | 60 a 64 | 8     |
| 4     | 55 a 59 | 8     |
| 24    | 50 a 54 | 20    |
| 20    | 45 a 49 | 12    |
| 8     | 40 a 44 | 8     |
| 12    | 35 a 39 | 12    |
| 4     | 30 a 34 | 4     |
| 16    | 25 a 29 | 12    |
| 12    | 20 a 24 | 12    |
| 4     | 15 a 19 | 12    |
| 8     | 10 a 14 | 20    |
| 4     | 5 a 9   | 0     |
| 16    | 0 a 4   | 8     |

## Economia
El 2007 la població en edat de treballar era de 276 persones, 206 eren actives i 70 eren inactives. De les 206 persones actives 200 estaven ocupades (112 homes i 88 dones) i 5 estaven aturades (3 homes i 2 dones). De les 70 persones inactives 26 estaven jubilades, 24 estaven estudiant i 20 estaven classificades com a «altres inactius».

### Ingressos
El 2009 a Alexain hi havia 195 unitats fiscals que integraven 539 persones, la mediana anual d'ingressos fiscals per persona era de 16.315 €.

### Activitats econòmiques
Dels 13 establiments que hi havia el 2007, 1 era d'una empresa alimentària, 1 d'una empresa de fabricació d'altres productes industrials, 2 d'empreses de construcció, 2 d'empreses de comerç i reparació d'automòbils, 1 d'una empresa de transport, 1 d'una empresa d'hostatgeria i restauració, 2 d'empreses de serveis, 1 d'una entitat de l'administració pública i 2 d'empreses classificades com a «altres activitats de serveis».
Dels 4 establiments de servei als particulars que hi havia el 2009, 2 eren tallers de reparació d'automòbils i de material agrícola, 1 guixaire pintor i 1 lampisteria.
L'únic establiment comercial que hi havia el 2009 era una fleca.
L'any 2000 a Alexain hi havia 33 explotacions agrícoles que ocupaven un total de 1.534 hectàrees.

## Equipaments sanitaris i escolars
El 2009 hi havia una escola elemental integrada dins d'un grup escolar amb les comunes properes formant una escola dispersa.

## Poblacions més properes
El següent diagrama mostra les poblacions més properes.